# Joe Diffie
Joe Logan Diffie (Tulsa, 28 de dezembro de 1958 – Nashville, 29 de março de 2020) foi um cantor e compositor americano de música country.
Morreu no dia 29 de março de 2020, aos 61 anos, em decorrência do COVID-19.